# Gimme Chocolate!!
«Gimme Chocolate!!» es el séptimo y último sencillo grabado por la banda de heavy metal japonés Babymetal de su primer álbum Babymetal. Fue lanzada el 31 de marzo de 2015 como una descarga digital.
La canción se convirtió en un éxito internacional, con su video musical ganando más de 50 millones de visitas en YouTube. Más adelante, fue lanzado a través de earMUSIC en el Reino Unido el 31 de mayo de 2015, como un sencillo digital. La canción también fue incluida en el videojuego Rock Band 4 como una canción descargable.

## Antecedentes
La canción se estrenó el 21 de diciembre de 2013 en Makuhari Messe, casi coincidiendo con el cumpleaños num. 16 de Su-metal. La canción fue lanzado por primera vez en Japón como parte del álbum debut de la banda Babymetal el 26 de febrero de 2014, con un clip de música en vivo del estreno subido a YouTube el día antes, el 25 de febrero de 2014. la canción recibió un lanzamiento en el Reino Unido como sencillo digital en iTunes el 31 de mayo de 2015, un día antes del nuevo lanzamiento físico del álbum.

## Video musical
Dirigida por Ryosuke Machida, el video musical fue filmado durante la primera presentación en vivo de la canción en Makuhari Messe el 21 de diciembre de 2013, como parte del concierto leyenda "1997" Su-metal de Seitansai. El clip de música era objeto de burlas por primera vez en YouTube el 3 de febrero de 2014; el video fue puesto en libertad en su totalidad en el canal oficial de YouTube, coincidiendo con el lanzamiento de Babymetal (en tiempo japonés). El vídeo llevó a la banda al éxito mundial y ha sido visto más de 40 millones de veces (a partir de enero de 2015) y ha aparecido en comerciales para Chromecast en Japón. El vídeo también aparece en las ediciones limitadas de Babymetal en el DVD, además de videos musicales de otras canciones de Babymetal.

## Descarga digital
Todas las canciones escritas y compuestas por Babymetal. 
| N.º | Título              | Duración |  |
| 1.  | «Gimme Chocolate!!» | 3:52     |  |

## Lista
| Lista (2014-2015)             | Posición |
| ----------------------------- | -------- |
| Billboard World Digital Songs | 5        |